# جامعة كيونجي
جامعة كيونجي (هانغل: 경기대학교; هانجا: 京畿大學校) (بالإنجليزية: Kyonggi University)‏ هي جامعة خاصة في كوريا الجنوبية وتتألف من حرم سوون الواقع في حي لوي، منطقة يونغ تونغ، مدينة سوون. مقاطعة غيونغي، وحرم سول في حي شونغ جونغ، مقاطعة سيودايمون، العاصمة سول. تضم الجامعة 64 قسمًا في 6 كليات و9 مدارس عليا في كلية الدراسات العليا. تساهم ثلاثة عشر مؤسسة منتسبة ومؤسسات تعليمية منتسبة مثل مركز التعليم الاجتماعي ومركز التعليم الدولي و 19 معهدًا بحثيًا تابعًا في تنمية المجتمع الأكاديمي والمحلي من خلال أنشطة بحثية نشطة.
أقامت جامعة كيونجي علاقات توأمة مع 152 جامعة في 31 دولة. كما أن لديها برنامجا للغة الكورية. وتستقبل أكثر من 650 طالبًا دوليًا يدرسون بها.
الرئيس الحالي هو كيم إن جيو.

## تاريخ الجامعة
يمكن تلخيص تاريخ الجامعة كما يلي.

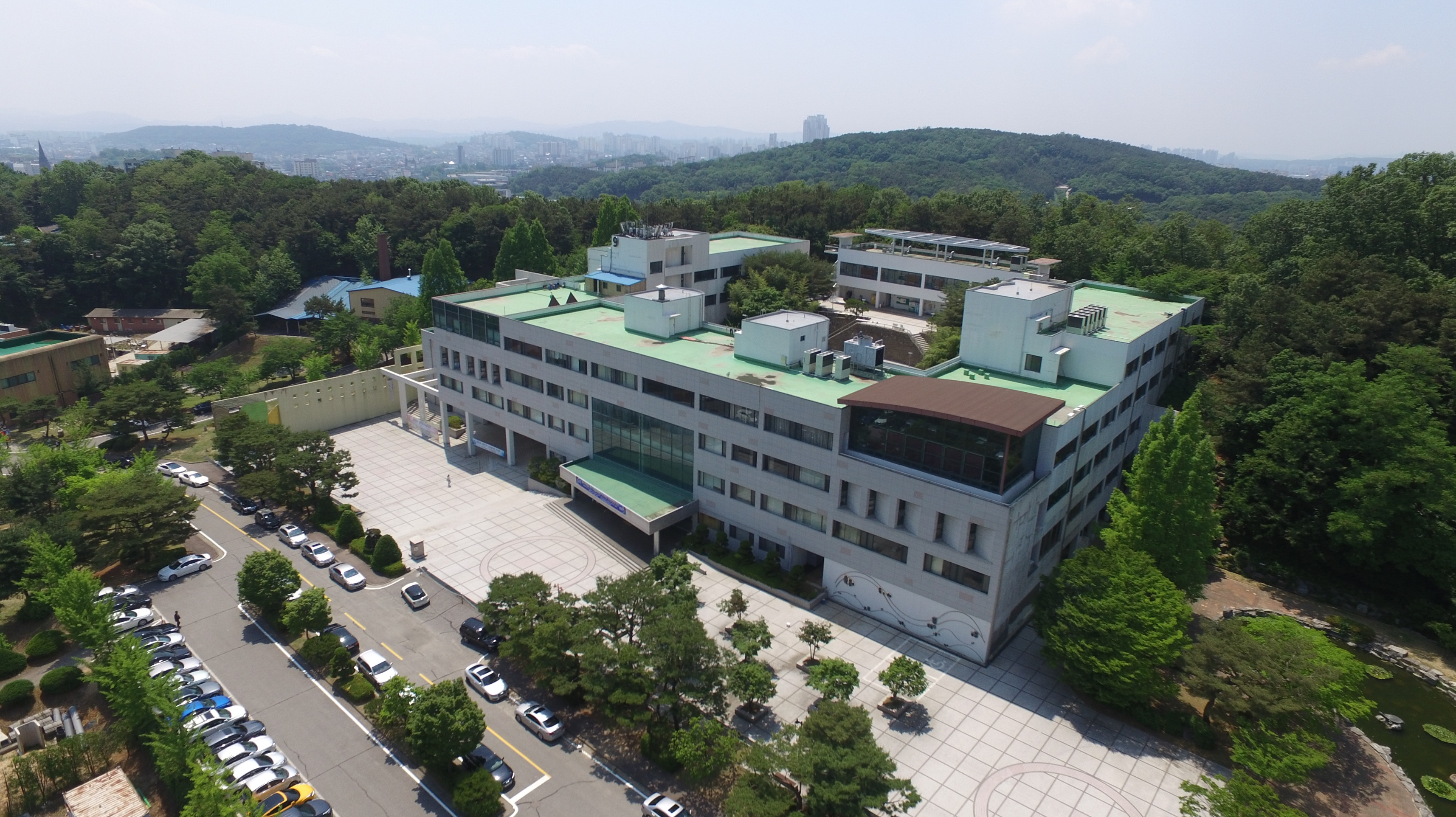
جامعة كيونجي

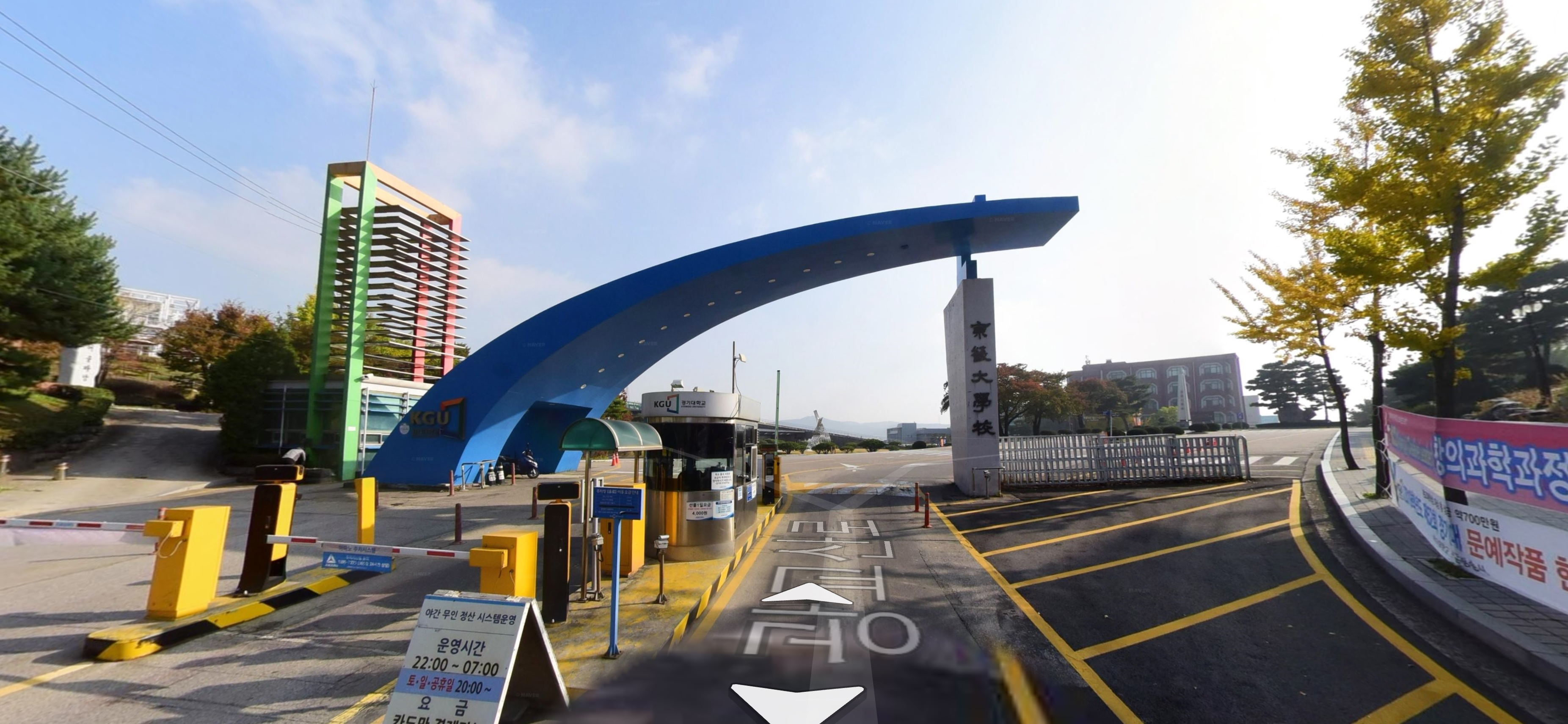
البوابة الرئيسية لحرم جامعة كيونجي في سوون

- 1947: تأسست حضانة تشاويانغ في 265 حي يونجي، مقاطعة جونغنو، بالعاصمة سول
- 1954: وقعت ترقيته الحضانة إلى مدرسة حضانة تشاويانغ الابتدائية، وتم إنشاء ثلاثة أقسام: الحضانة، والرقص التربوي، وأدب الأطفال (50 طالبًا لكل قسم).
- 1955: تم تغيير اسم مدرسة حضانة تشاويانغ الابتدائية إلى مدرسة كيونجي الابتدائية للمرأة
- 1957: استحوذ المُدرسان سوسيونغ (溸 誠) وسانغ-جيو (孫祥 敎) على أكاديمية هاتشو وضماها إلى أكاديمية كيونجي. تم تنصيب هي-جانغ سون كأول رئيس (27 نوفمبر) وتم تغيير جامعة كيونجي الابتدائية للمرأة إلى مدرسة كيونجي الابتدائية وإنشاء التعليم المختلط (28 ديسمبر)
- 1959: أُعطي الإذن بإنشاء 3 أقسام: اللغة الكورية (30 طالبًا)، وآداب اللغة الإنجليزية (20 طالبًا)، والتجارة والاقتصاد (80 طالبًا).
- 1963: بعد الموافقة على إنشاء جامعة كيونجي (نظام 4 سنوات)، جرى إنشاء كلية الآداب (اللغة الكورية وآدابها بـ20 مقعدا، الاقتصاد المنزلي بـ30 مقعدا) والاقتصاد (التجارة بـ20 مقعدا، الإدارة العامة بـ20 مقعدا، السياحة بـ20 مقعدا) (بطاقة استيعابية تبلغ 110 مقاعد)، تم إلغاء إدارة الممارسات الإدارية، وإدارة التجارة، وقسم السياحة، وقسم الأعمال بالكامل
- 1964: إنشاء حرم سول الجامعي
- 1973: تم إنشاء قسمين في الكلية، وإنشاء 4 أقسام (إدارة السياحة بـ30 مقعدا، التجارة بـ30 مقعدا، إدارة الأعمال بـ30 مقعدا، الإدارة العامة بـ30 مقعدا).
- 1979: إنشاء حرم يونجين الجامعي ويضم 6 أقسام (قسم الأعمال بـ80 مقعدا، قسم المحاسبة بـ40 مقعدا، قسم التطوير السياحي بـ40 مقعدا، قسم الهندسة المدنية بـ40 مقعدا، قسم الهندسة المعمارية بـ40 مقعدا، قسم الإدارة الصناعية بـ40 مقعدا) تم إنشاؤها حديثًا
- 1982: تم نقل مقر الجامعة إلى مدينة سوجي، مقاطعة يونغين
- 1983: تم دمج قرية لوي وبلدة سوجي ومحافظة يونجين، حيث يقع مقر الجامعة، في مدينة سوون وأصبحت حي لوي
- 1984: تمت الموافقة على إعادة هيكلة المدارس والكليات في جامعة شاملة تتكون من 6 كليات (العلوم الإنسانية والقانون والاقتصاد والعلوم والهندسة والفنون والتربية البدنية)، وفي الوقت نفسه، 40 طالبًا في قسم المحادثة و 40 طالبًا في قسم تم إنشاء الرعاية الاجتماعية، وزاد قسم اللغة الصينية وآدابها بطاقة استيعابية تبلغ 10 طلاب.
- 2009: تعديل تنظيم الكليات والجامعيين للكليات والأقسام.
- 2014: ألغيت كلية القانون والكلية الدولية ودمجت في كلية العلوم الاجتماعية. تم إنشاء قسم القانون، قسم العلاقات الدولية، قسم الصناعة الدولية والمعلومات في كلية العلوم الاجتماعية، وتم تغيير اسم قسم الأحداث إلى قسم الأحداث السياحية.
- 2015: تم دمج 8 أقسام من حرم سول الجامعي (اللغة الكورية وآدابها، واللغة الإنجليزية وآدابها، وقانون كلية الحقوق، والإدارة العامة، والاقتصاد، وإدارة الأعمال، والتجارة، والمحاسبة والضرائب) إلى حرم سوون الجامعي. حرم سوون 3 أقسام (قسم التنمية السياحية. قسم الغذاء والطهي. إدارة الأحداث السياحية) انتقلت إلى الحرم الجامعي في سول. أنشئ تخصص تقارب استعادة سلامة المجتمع في جامعة المقر
- 2016: تم إلغاء إدارة التجارة الدولية ودمجها في قسم التجارة بجامعة كيونغ سانغ. تم تغيير اسم قسم تعليم الطفولة المبكرة في كلية العلوم الإنسانية إلى قسم تعليم الطفولة المبكرة. أعيد تنظيم قسم تصميم المعلومات المرئية، قسم التصميم الصناعي، قسم المجوهرات وتصميم المعادن بكلية الآداب إلى قسم تصميم المعلومات المرئية، قسم التصميم بيز، قسم التصميم الصناعي، قسم المجوهرات وتصميم المعادن، قسم التصميم بيز. أقسام كلية الآداب قسم الخزف المتكامل، قسم النحت البيئي - قسم النحت ثلاثي الأبعاد، قسم الكيمياء الكورية، قسم الخط وفنون الشخصية - قسم الرسم والخط الكوري، قسم الكيمياء الغربية، قسم الفنون - قسم الرسم الغربي والفنون الجميلة، قسم الإعلام الإعلامي قسم التصوير ← قسم الأفلام الإعلامية
- 2017: تم تنظيم الكليات في كلية الآداب، وكلية العلوم الإنسانية والاجتماعية (كلية العلوم الإنسانية + كلية العلوم الاجتماعية)، وكلية الاقتصاد والتجارة، وكلية السياحة والثقافة (كلية السياحة + كلية الآداب)، الكلية العلوم والتكنولوجيا (كلية العلوم الطبيعية + كلية الهندسة)، أعيد تنظيمها في كلية الآداب والرياضة (كلية الآداب (الأربعاء) + كلية التربية البدنية). تم نقل قسم أمن التقارب من كلية التقارب للفنون الليبرالية إلى كلية العلوم والتكنولوجيا.

|  | مرت جامعة كيونجي في أيامها التأسيسية بأوقات صعبة كانت فيها البلاد في حالة انتقالية طبعتها مصاعب اجتماعية. ومع ذلك، مثل نبتة المنغولية، فقد تغلبت الجامعة على الشتاء وبرزت في عنفوان الربيع. ولذلك سيتعين على جامعتنا أن تثابر باستمرار وتواجه كل أنواع الصعوبات وتقف شامخة كجامعة عالمية المستوى في القرن الحادي والعشرين.                    |
|  | لا تتغير أشجار الصنوبريات في خضرتها مهما تغيرت الفصول. فلون العرعر الأخضر الغامق يظهر من بين الثلج الأبيض معلنا عن سكونه المثالي وجماله الرقيق. تشتهر غابة العرعر، بمظهرها الذي لا يتزعزع في وجه الأمطار والرياح والعواصف الثلجية. إن شجرة العرعر، التي تنضح دائمًا بشعور من الراحة والأناقة، حتى في الأماكن القاسية، هي الوجه الحقيقي لشعبنا. |
|  | السلحفاة كما هو معروف رمز الولاء والإخلاص، وأحيانًا ترمز إلى طول العمر والحكمة والمثابرة. يقال أيضًا أنه عندما تعيش سلحفاة لتسعمائة عام، فإنها تصبح «غويريون» (مخلوق له جسم سلحفاة ورأس تنين) ويمكن أن تصعد إلى الجنة. السلحفاة، التي لا تصاب بالإحباط ولا تنهزم بسهولة، دائمة المثابرة ودؤوبة نحو الهدف، هي تمامًا مثل أمة كيونجي.              |

| الحرم الجامعي   | الكلية | الأقسام | الصفحة المرجعية |
| --------------- | --- | --- | --------------- |
| سوون            | كلية التقارب للفنون الحرة | كلية التربية كلية الآداب مركز جينسيونغاي لبحوث تعليم الفنون الليبرالية مركز الاتصالات مركز التعليم العاطفي SW | [ 6 ]           |
| سوون            | كلية الآداب والتربية البدنية | قسم الرسم الغربي وإدارة الفن قسم النحت المجسم قسم الرسم والخط الكوري قسم التربية البدنية [كلية التصميم] تخصص التصميم الصناعي [كلية تصميم الأعمال] تخصص تصميم المعلومات المرئية [كلية تصميم الأعمال] تخصص تصميم المجوهرات المعدنية [قسم علوم الرياضة] تخصص صناعة الرياضة والترفيه [قسم علوم الرياضة] تخصص علوم الصحة الرياضية قسم إدارة الأمن | [ 7 ]           |
| سوون            | كلية العلوم الإنسانية | قسم تعليم الطفولة المبكرة اللغة الكورية وآدابها قسم اللغة الإنجليزية وآدابها اللغة الصينية وآدابها قسم التاريخ قسم المكتبات والمعلومات قسم الفنون الإبداعية [اللغة العالمية وآدابها] تخصص اللغة الألمانية وآدابها [اللغة العالمية وآدابها] تخصص الأدب الفرنسي [اللغة العالمية وآدابها] تخصص اللغة اليابانية وآدابها [اللغة العالمية وآدابها] تخصص اللغة الروسية وآدابها | [ 8 ]           |
| سوون            | كلية خدمات المعرفة والمعلومات | قسم القانون قسم الإدارة العامة قسم إدارة الشرطة [كلية الخدمات الإنسانية] تخصص رعاية اجتماعية [كلية الخدمات الإنسانية] تخصص حماية إصلاحية [كلية الخدمات الإنسانية] تخصص شباب قسم العلاقات الدولية قسم المعلومات الصناعية الدولية [كلية الاقتصاد] تخصص اقتصاد [كلية الاقتصاد] الإحصاء التطبيقي قسم الملكية الفكرية إدارة الأعمال قسم التجارة [كلية المحاسبة والضرائب والمعلومات الإدارية] تخصص محاسبة وضرائب [كلية المحاسبة والضرائب والمعلومات الإدارية] تخصص إدارة المعلومات | [ 9 ]           |
| سوون            | كلية الهندسة الإبداعية | هندسة مدنية قسم العمارة قسم الهندسة المعمارية قسم هندسة الإدارة الصناعية قسم علوم وهندسة المواد قسم هندسة الطاقة البيئية الهندسة الكهربائية هندسة النقل الحضري قسم هندسة النظم الميكانيكية قسم الهندسة الكيميائية قسم هندسة سلامة البناء | [ 10 ]          |
| سوون            | كلية علوم التقارب | قسم الرياضيات قسم الفيزياء الكهربية قسم الكيمياء [كلية التقارب الحيوي] تخصص علوم الحياة [كلية التقارب الحيوي] تخصص الغذاء والتكنولوجيا الحيوية قسم علوم وهندسة الحاسبات تقارب الأمن قسم هندسة النانو نسخة محفوظة 17 ديسمبر 2021 على موقع واي باك مشين. | [ 11 ]          |
| سول             | كلية السياحة والثقافة | قسم إدارة السياحة دائرة التنمية السياحية قسم إدارة الفنادق قسم خدمة الطعام وفنون الطهي دائرة الفعاليات السياحية قسم التمثيل قسم الرسوم المتحركة والفنون البصرية قسم الإعلام والتصوير قسم فنون الطهي خدمة الطعام قسم الموسيقى التطبيقية | [ 12 ]          |
| نوع القسم/الحرم | الكلية | الكلية | الصفحة المرجعية |
| الدراسات العليا | كلية الدراسات العليا بجامعة كيونجي | كلية الدراسات العليا بجامعة كيونجي | [ 12 ]          |
| سيول            | كلية الدراسات العليا في إدارة الخدمة كلية الدراسات العليا للعلوم السياسية كلية الدراسات العليا للسياحة كلية الدراسات العليا للفنون (سيول) كلية الدراسات العليا للطب البديل مدرسة الدراسات العليا لثقافة هاليو | كلية الدراسات العليا في إدارة الخدمة كلية الدراسات العليا للعلوم السياسية كلية الدراسات العليا للسياحة كلية الدراسات العليا للفنون (سيول) كلية الدراسات العليا للطب البديل مدرسة الدراسات العليا لثقافة هاليو | [ 12 ]          |
| سوون            | كلية الدراسات العليا للإدارة العامة والرعاية الاجتماعية كلية الدراسات العليا في التربية كلية الدراسات العليا في الهندسة كلية الدراسات العليا في الآداب (سوون)                                                 | كلية الدراسات العليا للإدارة العامة والرعاية الاجتماعية كلية الدراسات العليا في التربية كلية الدراسات العليا في الهندسة كلية الدراسات العليا في الآداب (سوون) | [ 12 ]          |

تتكون جامعة كيونجي من حرمين هما حرم سول وحرم سوون الجامعي. من الوقت الذي انتقل فيه مقر الجامعة إلى حرم جامعة سوون، كان القسم الليلي موجودًا فقط حتى عام 2000، ولكن تم إنشاء قسم التمثيل حديثًا في عام 1998. جرى إنشاء قسم الرسوم المتحركة الرئيسي، تخصص الموسيقى الرقمية الإلكترونية، وقسم الدروس النهارية. بعد ذلك، وقع تحويل قسم السياحة والإدارة العامة والقانون والاقتصاد إلى دورات نهارية. في عام 2016، تم دمج 8 أقسام في قسم العلوم الإنسانية من حرم سول الجامعي في حرم سوون الجامعي، وتم دمج 3 أقسام في قسم السياحة في حرم سوون الجامعي من الحرم الجامعي في سول.تم دمج الأقسام في ست كليات.
في أبريل 2017، أعلنت الجامعة عن خطة إعادة هيكلة الجامعة، ووفقًا لما قرره مجلس الإدارة، سيتم تعديل الأقسام مرة أخرى. الطلاب يعارضون هذا. 

## كلية العلوم الإنسانية والاجتماعية
تقع كلية العلوم الإنسانية والاجتماعية في حرم سوون الجامعي.  في عام 2011، تم نقل قسم الدراسات الروسية في الجامعة الدولية إلى كلية العلوم الإنسانية وتحويله إلى قسم اللغة الروسية وآدابها. في عام 2016، تم دمج قسم اللغة الكورية وآدابها، وقسم اللغة الإنجليزية وآدابها، والقانون وقسم الإدارة العامة في حرم سيول الجامعي في حرم سوون الجامعي، وفي عام 2017، تم دمج كلية العلوم الإنسانية وكلية تم دمج العلوم الاجتماعية في كلية العلوم الإنسانية والاجتماعية.
| كلية العلوم الإنسانية | كلية العلوم الاجتماعية |
| --- | --- |
| - اللغة الكورية وآدابها - قسم اللغة الإنجليزية وآدابها - اللغة الألمانية وآدابها - الأدب الفرنسي - قسم اللغة اليابانية وآدابها - اللغة الصينية وآدابها - قسم التاريخ - قسم المكتبات والمعلومات - قسم الكتابة الإبداعية - قسم تعليم الطفولة المبكرة - قسم التدريس - الادب الروسي | - قسم الإدارة العامة - قسم الرعاية الاجتماعية - قسم الحماية الإصلاحية - قسم الشباب - قسم إدارة الشرطة - كلية الحقوق - قسم القانون - العلاقات الدولية - قسم العلاقات الدولية - كلية الدراسات الدولية - قسم المعلومات الصناعية الدولية |

## كلية كيونغ سانغ
تقع جامعة كيونغ سانغ الوطنية في حرم سوون الجامعي. وقع دمج قسم إدارة الأعمال، وزارة التجارة، وقسم المحاسبة والضرائب من حرم سيول الجامعي في حرم سوون الجامعي.
| جامعة كيونغ سانغ |
| --- |
| - قسم الاقتصاد - إدارة الأعمال - قسم التجارة - قسم المحاسبة والضرائب - قسم الإحصاء التطبيقي - قسم المعلومات الإدارية - قسم الملكية الفكرية |

## كلية السياحة والثقافة
تقع كلية السياحة والثقافة في الحرم الجامعي في سول. الماضي، تم افتتاح قسم إدارة السياحة وقسم إدارة الفنادق في الحرم الجامعي في سيول، وتم افتتاح قسم التنمية السياحية، وإدارة الفعاليات السياحية، وإدارة خدمات الطعام في حرم سوون الجامعي. ومع ذلك، نظرًا لإعادة الهيكلة، اعتبارًا من عام 2015، تم نقل ثلاثة أقسام من كلية السياحة من حرم جامعة سوون، وهي قسم إدارة الأحداث، وقسم إدارة التنمية السياحية، وقسم فنون الطهي في خدمة الطعام، إلى الحرم الجامعي في سول. في عام 2017، تم دمج كلية السياحة في حرم سول التابع لكلية الآداب في كلية السياحة والثقافة.
| كلية السياحة | كلية الفنون |
| --- | --- |
| - قسم إدارة السياحة - قسم إدارة الفنادق - دائرة التنمية السياحية - قسم خدمة الطعام وفنون الطهي - دائرة الفعاليات السياحية - قسم فنون الطهي خدمة الطعام | - قسم التمثيل - قسم الرسوم المتحركة والفنون البصرية - قسم الموسيقى الإلكترونية والرقمية - قسم الإعلام والتصوير نسخة محفوظة 15 نوفمبر 2020 على موقع واي باك مشين. |

## كلية العلوم والتكنولوجيا
تقع كلية العلوم والتكنولوجيا في حرم سوون. في عام 2017، تم دمج كلية العلوم الطبيعية وكلية الهندسة في كلية العلوم والهندسة.
| كلية العلوم الطبيعية | كلية الهندسة |
| --- | --- |
| - قسم الرياضيات - قسم الفيزياء الإلكترونية - قسم الكيمياء - قسم علوم الحياة - قسم الغذاء والتكنولوجيا الحيوية - علوم الكمبيوتر - قسم أمن التقارب | - قسم العمارة - قسم الهندسة المعمارية - هندسة مدنية - قسم هندسة الطاقة البيئية - قسم الهندسة الكهربائية - هندسة النظام الميكانيكي - قسم هندسة الإدارة الصناعية - قسم علوم وهندسة المواد - قسم هندسة المدن والنقل - قسم الهندسة الكيميائية |

## كلية الآداب والتربية البدنية
تقع كلية الفنون والرياضة في حرم سوون الجامعي. في عام 2017، تم دمج حرم سوون التابع لكلية الآداب وكلية التربية البدنية في كلية الفنون والرياضة.
| كلية الآداب | كلية التربية الرياضية |
| --- | --- |
| - قسم تصميم المعلومات المرئية - قسم التصميم الصناعي - قسم المجوهرات وتصميم المعادن - قسم الرسم الغربي وإدارة الفن - قسم الرسم والخط الكوري - قسم النحت المجسم | - قسم التربية البدنية - قسم التربية الاجتماعية والبدنية - قسم الإدارة الرياضية - قسم الرياضة الترفيهية والصحة - قسم الأمن والأمن |

## كلية التقارب للفنون الحرة
تقع كلية تقارب للفنون الحرة في حرم سوون الجامعي. 
| كلية التقارب للفنون الحرة                                                                                              |
| --- |
| - كلية الآداب - كلية التربية - مركز حينسونغاي لبحوث تعليم الفنون الليبرالية - مركز الاتصالات - مركز التعليم العاطفي SW |

## كليات الدراسات العليا
تقع كليات الدراسات العليا في حرم سول وسوون.
| مدرسة الدراسات العليا العامة (سيول / سوون) | مدرسة الدراسات العليا المهنية (سيول)                                                                   | مدرسة الدراسات العليا الخاصة |
| ------------------------------------------ | --- | --- |
| مدرسة الدراسات العليا العامة (سيول / سوون) | كلية الدراسات العليا في إدارة الخدمة كلية الدراسات العليا للعلوم السياسية كلية الدراسات العليا للسياحة | كلية الدراسات العليا للإدارة العامة والرعاية الاجتماعية كلية الدراسات العليا في التربية كلية الدراسات العليا في الهندسة كلية الدراسات العليا للفنون (سيول) كلية الدراسات العليا للطب البديل (سيول) كلية الدراسات العليا لثقافة هاليو (سيول) |

| الاسم        | مدة المنصب               |
| ------------ | ------------------------ |
| كيم هان جو   | مارس 1985 - أغسطس 1988   |
| مينسو نا     | ديسمبر 1988 - أغسطس 1989 |
| بارك نو-وو   | يوليو 1990 - يوليو 1993  |
| سون جونغ غوك | يوليو 1993 إلى مايو 2004 |
| تايل لي      | مايو 2005 - أبريل 2009   |
| هوجون تشوي   | مايو 2009 - يناير 2013   |
| كيم كي إيون  | مارس 2013 - فبراير 2017  |
| كيم ان جيو   | يونيو 2017 - مايو 2021   |

الرئيس الحالي هو كيم إن جيو.

## أبرز الخريجين
- تشا تاي هيون، ممثل
- تشاي يونغ إن، ممثلة
- تشون وو هي، ممثلة
- غو نا إيون، ممثلة ومغنية في فرقة بابايا
- هان جين، عارضة أزياء
- هوانغ يون جو، لاعب كرة طائرة
- جو سونغ مو، مغني
- جو جي هون، ممثل
- كم هيون جنغ، ممثل ومغني وعضو فرقة دبل إس فايف أو ون
- كيم هيونغ جون، ممثل ومغني وعضو فرقة دبل إس فايف أو ون وفرقة دبل S 301
- كيم سونغ سو، ممثل
- كوون هوا وون، ممثل
- لي جين، ممثلة ومغنية فرق Fin.KL
- لي تاي جون، ممثل
- إي وون جونغ، ممثل
- بارك جونغ مين، ممثل ومغني وعضو فرقة دبل إس فايف أو ون
- شيم اون جين، ممثلة ومغنية وعضو فرقة بيبي فوكس
- سونغ سيونغ هيون، ممثل
- يون هاي يونغ، ممثلة
- يون شي يون، ممثل
- يون صن وو، ممثل
- جون جين، المضيف والمغني، عضو فرقة شينهوا

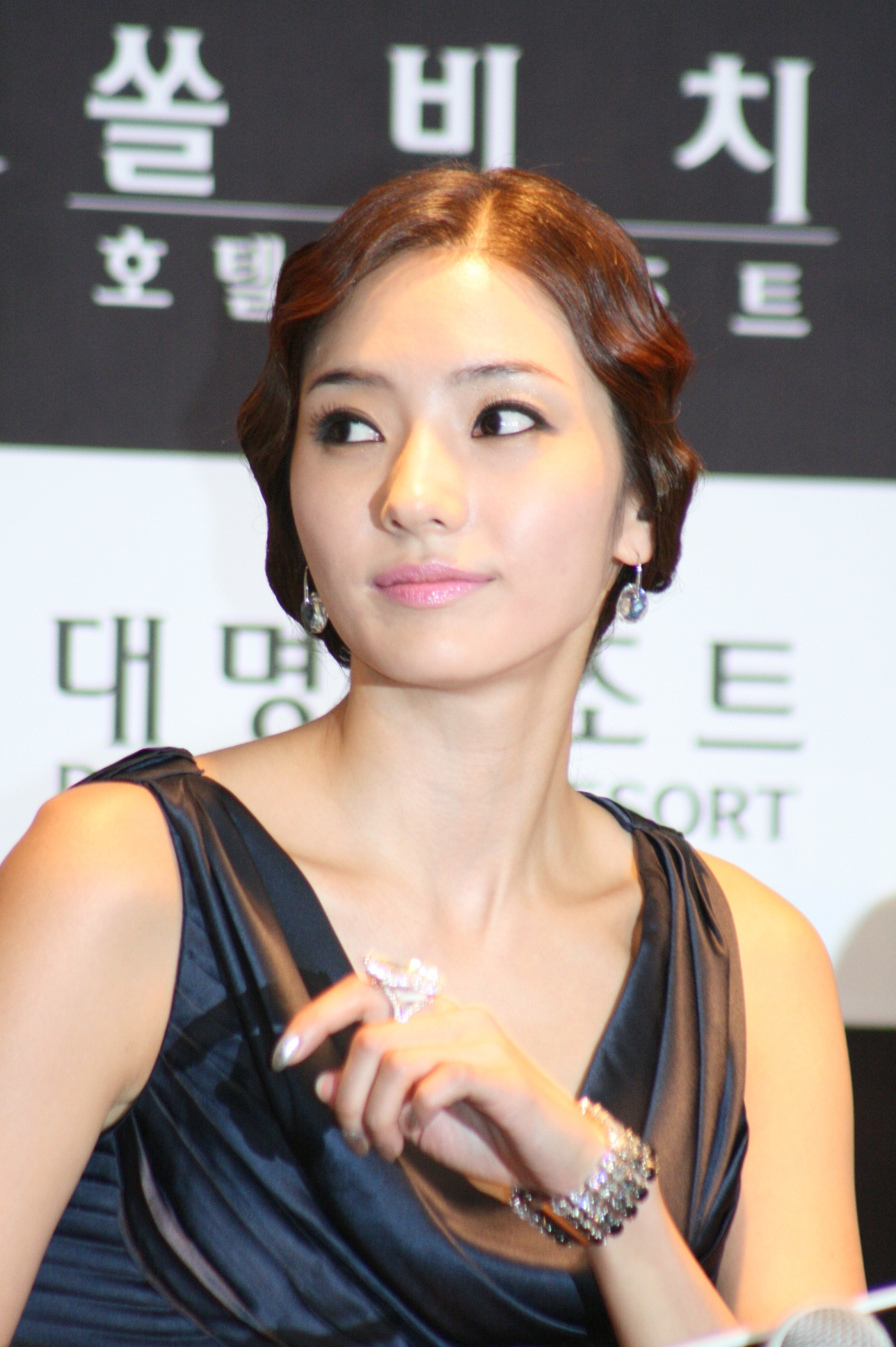
تشاي يونغ إن، ممثلة
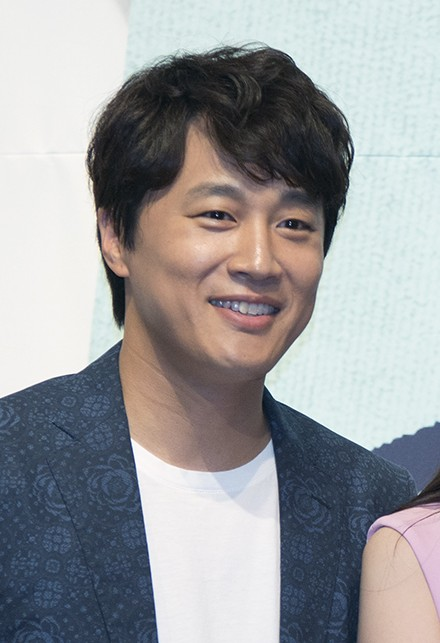
تشا تاي هيون، ممثل
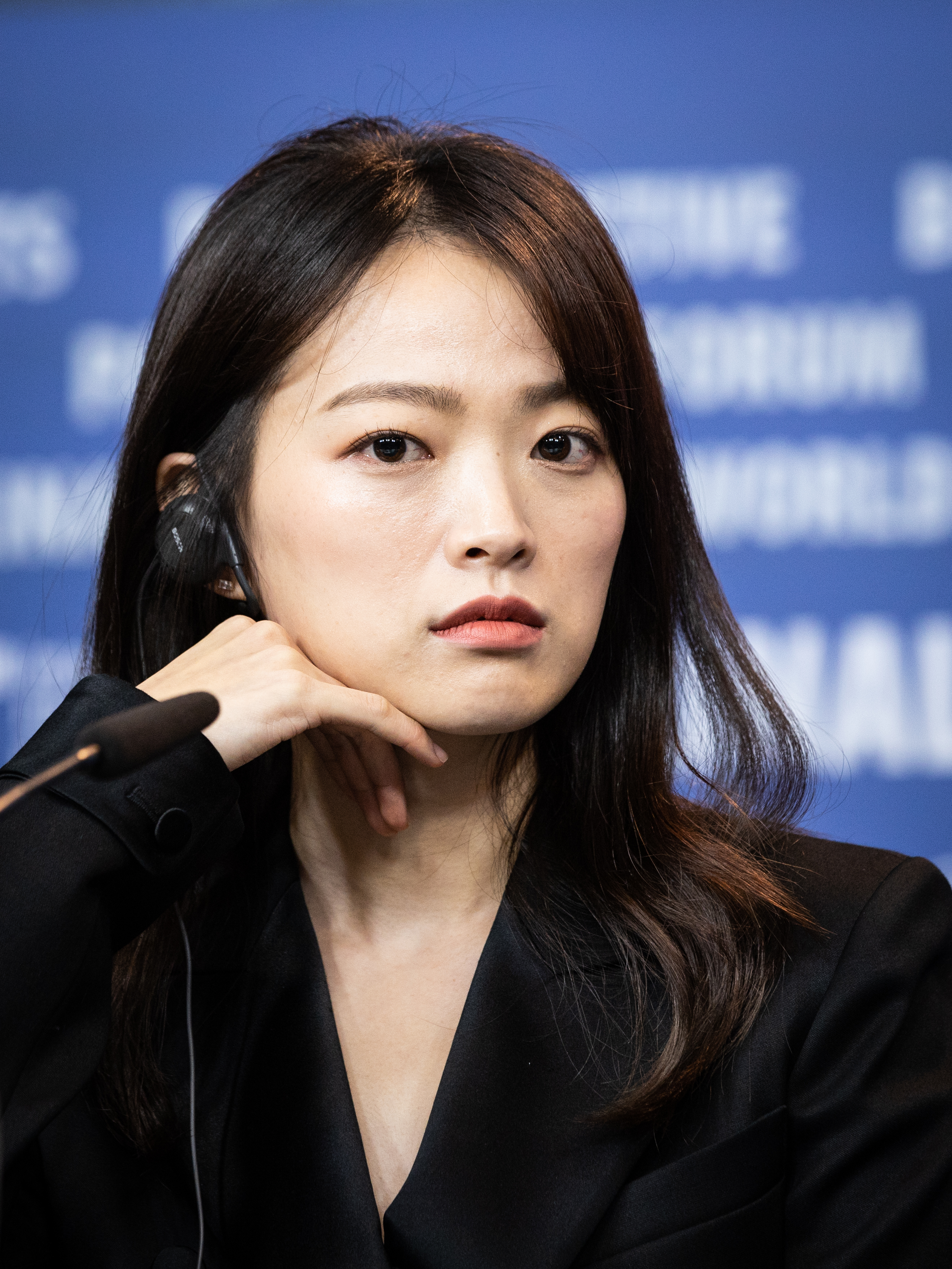
تشون وو هي، ممثلة
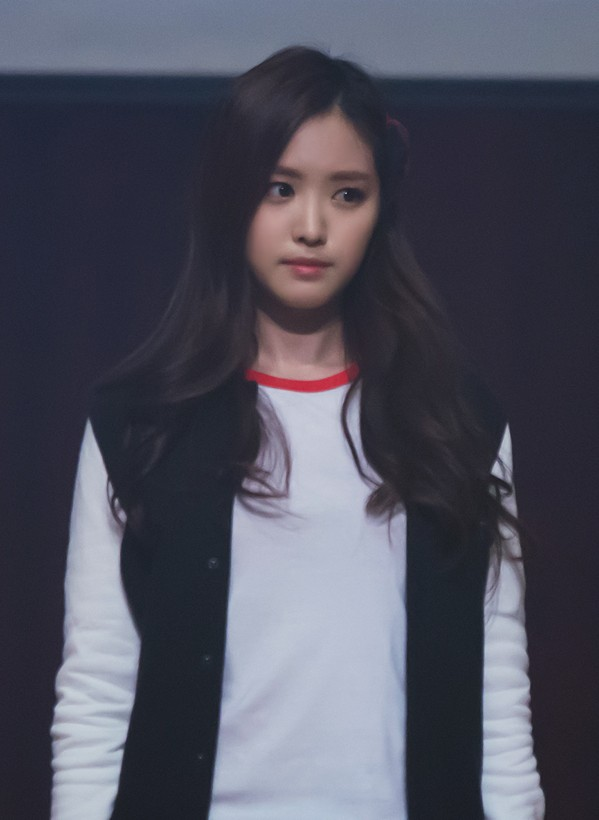
غو نا إيون، ممثلة ومغنية في فرقة بابايا
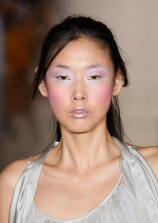
هان جين، عارضة أزياء
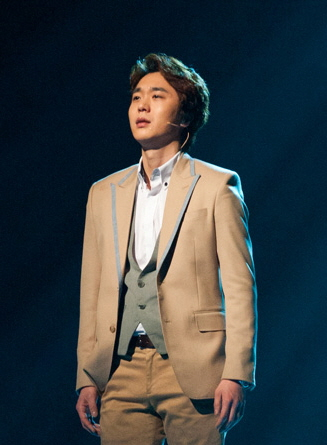
جو سونغ مو، مغني
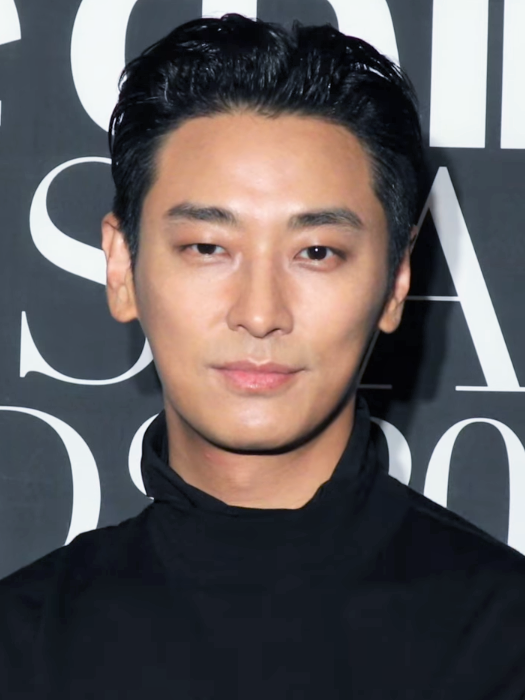
جو جي هون، ممثل
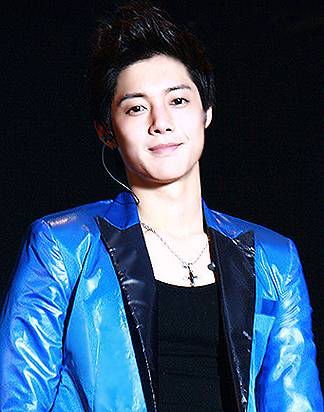
كم هيون جنغ، ممثل ومغني وعضو فرقة دبل إس فايف أو ون
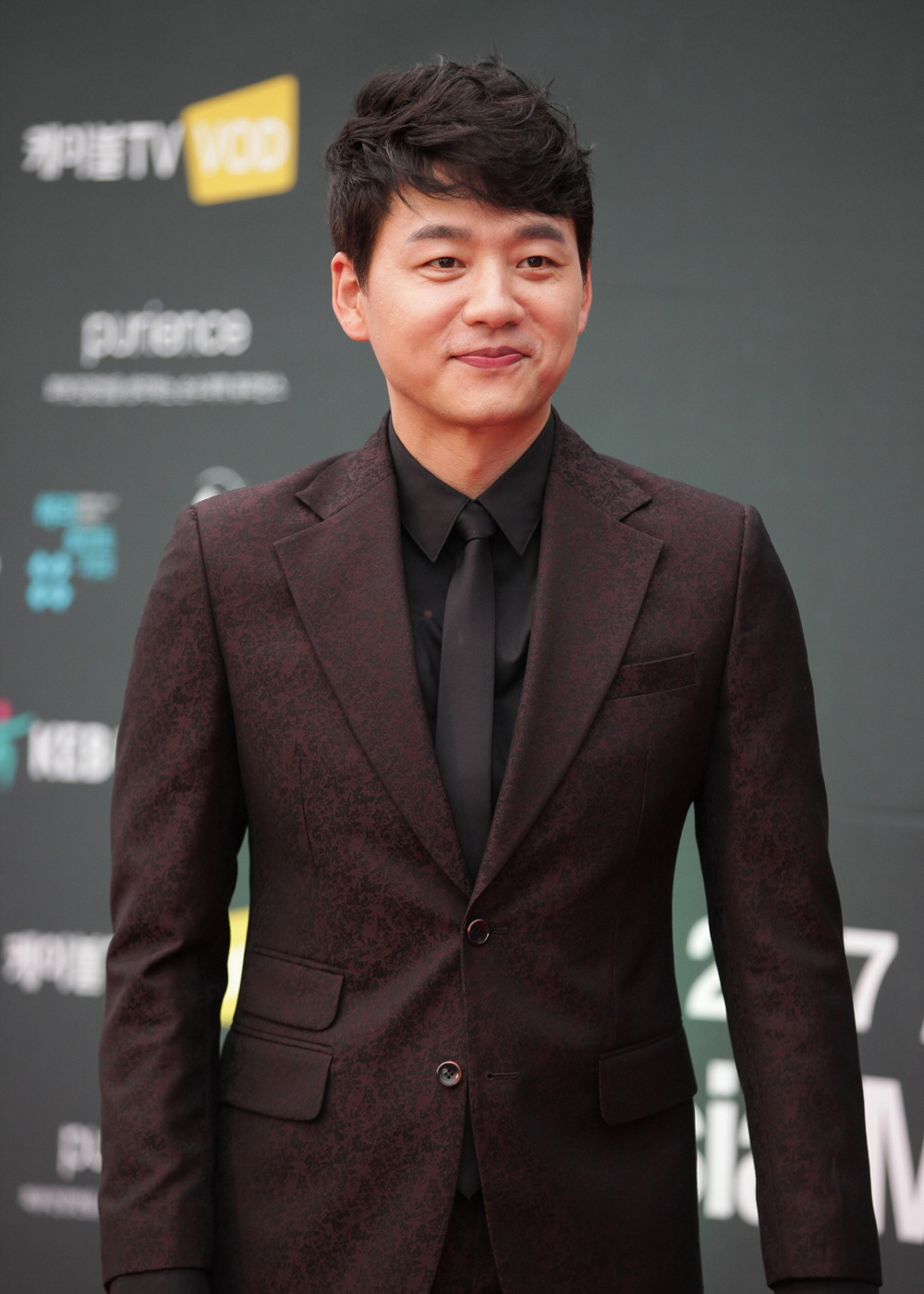
كيم سونغ سو، ممثل
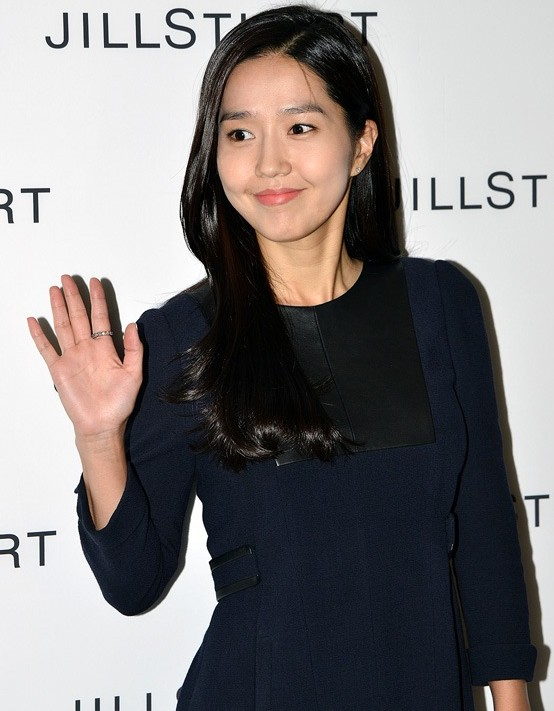
لي جين، ممثلة ومغنية فرق Fin.KL

شعار الجامعة
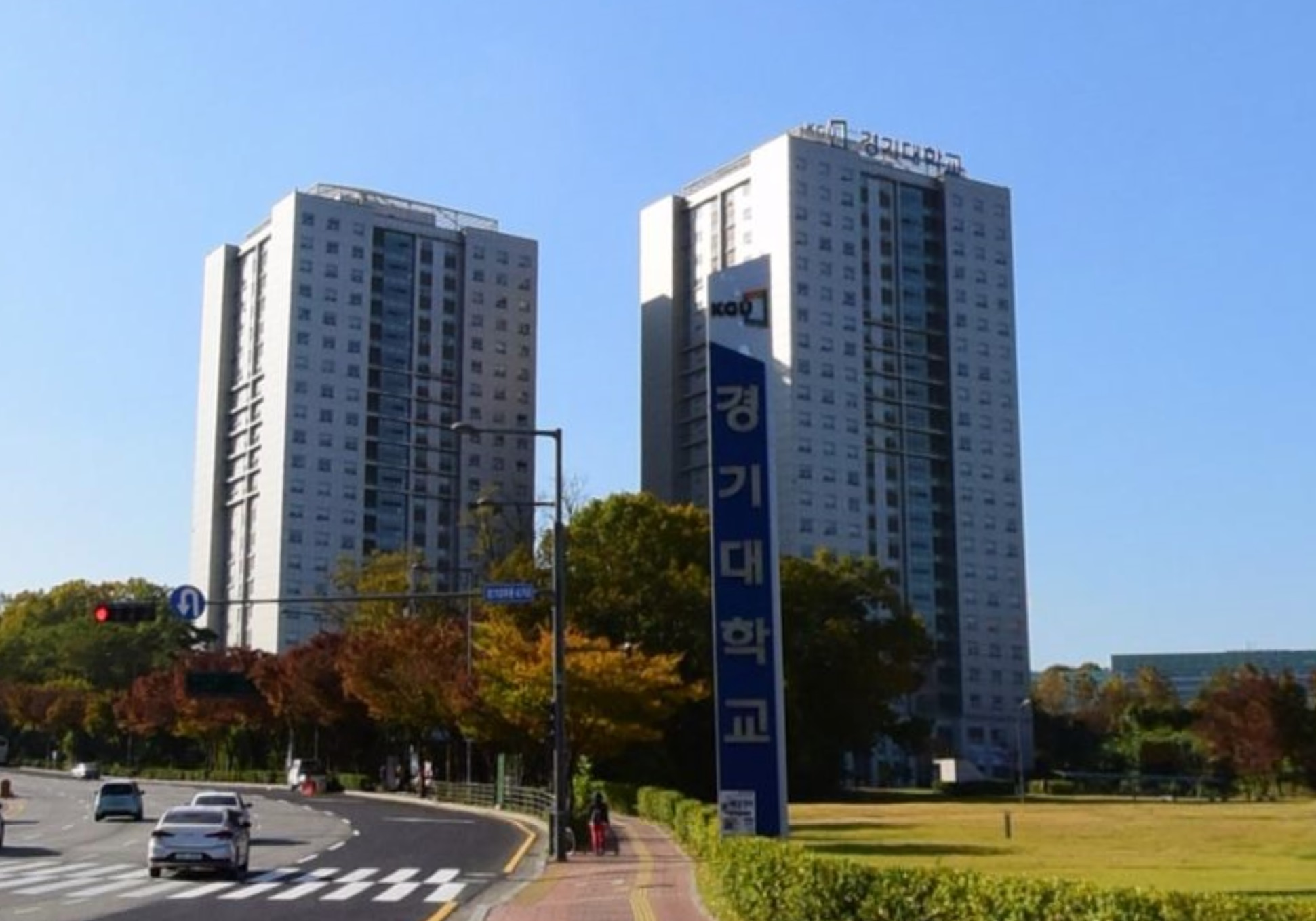
برج كيونجي
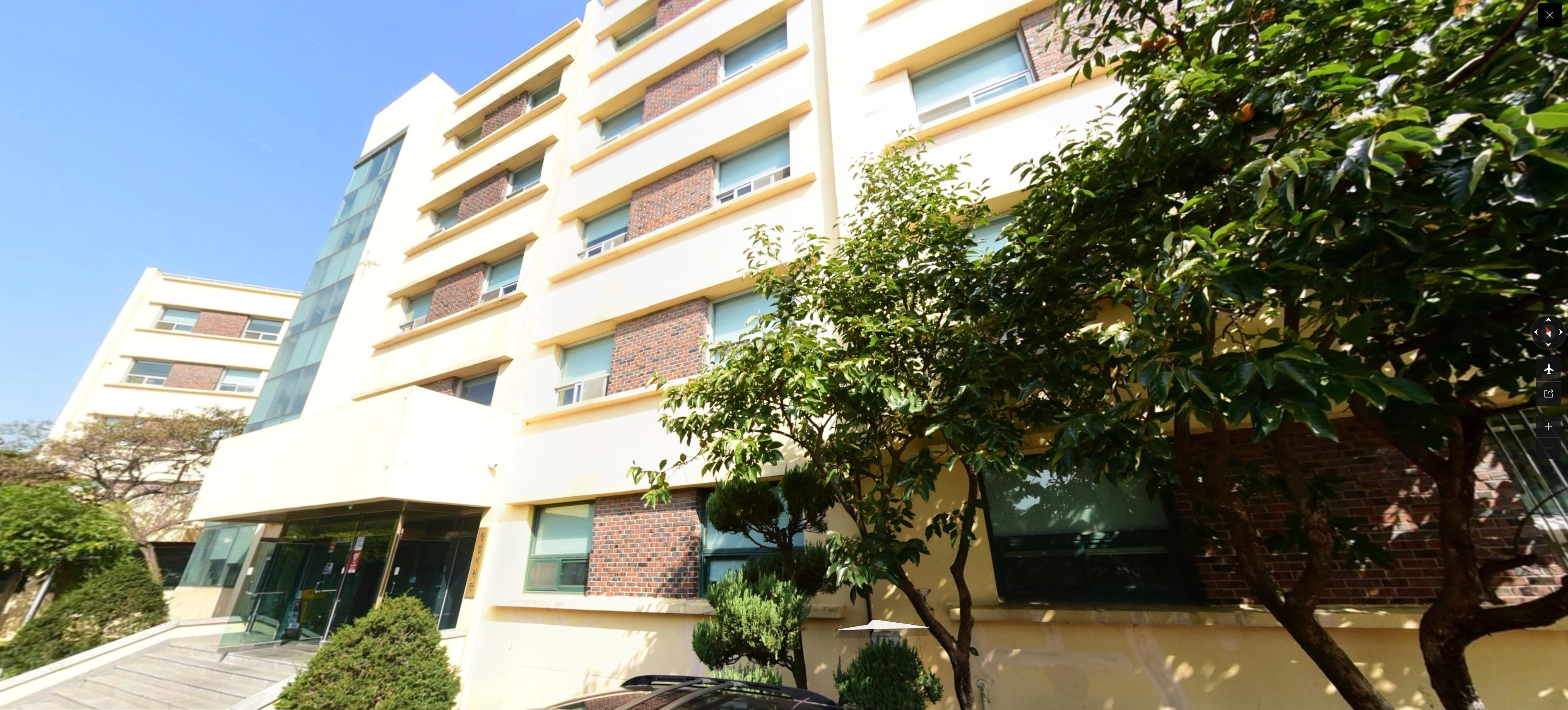
جناح هانووري
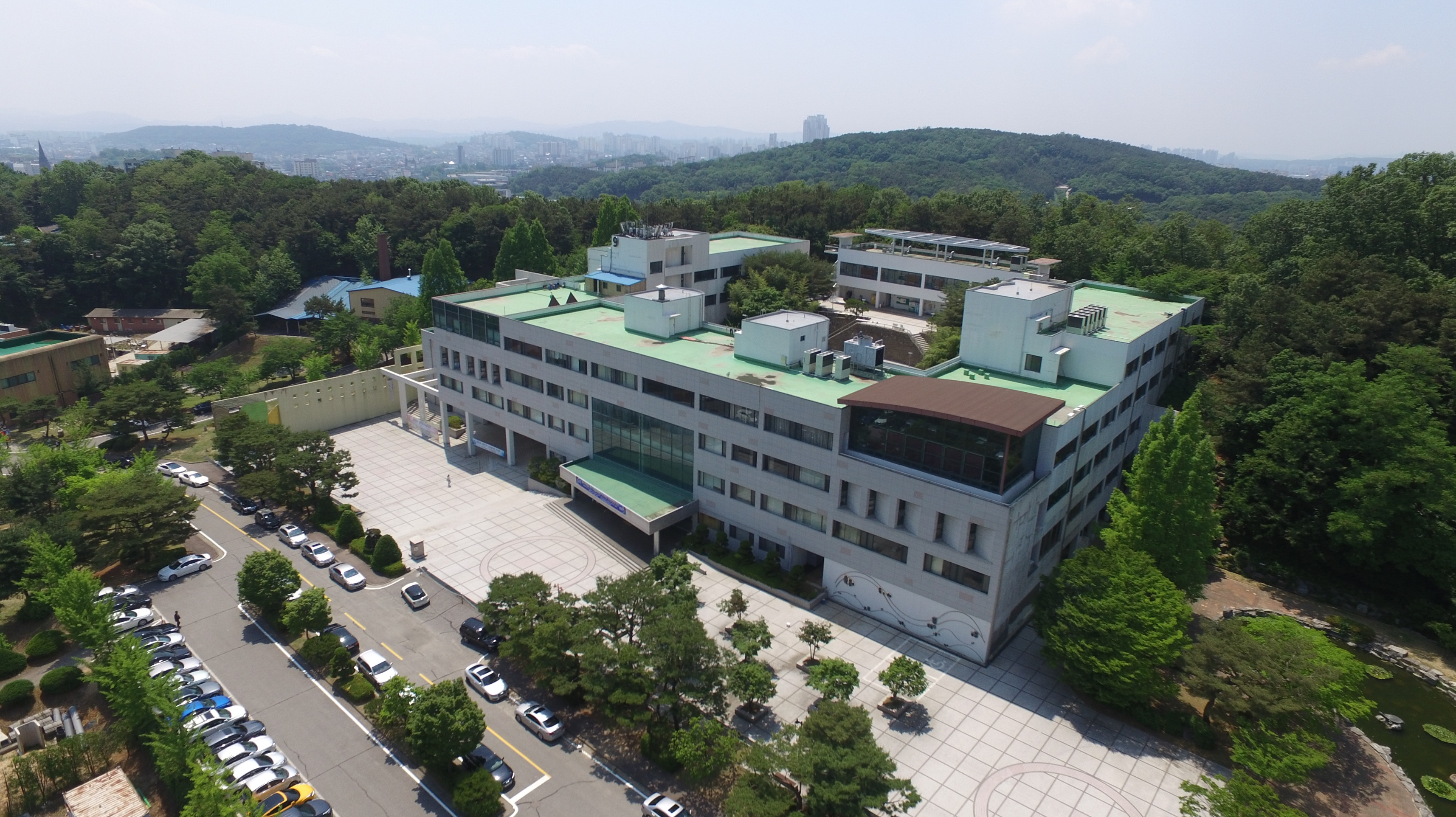
9 قاعات للمحاضرات
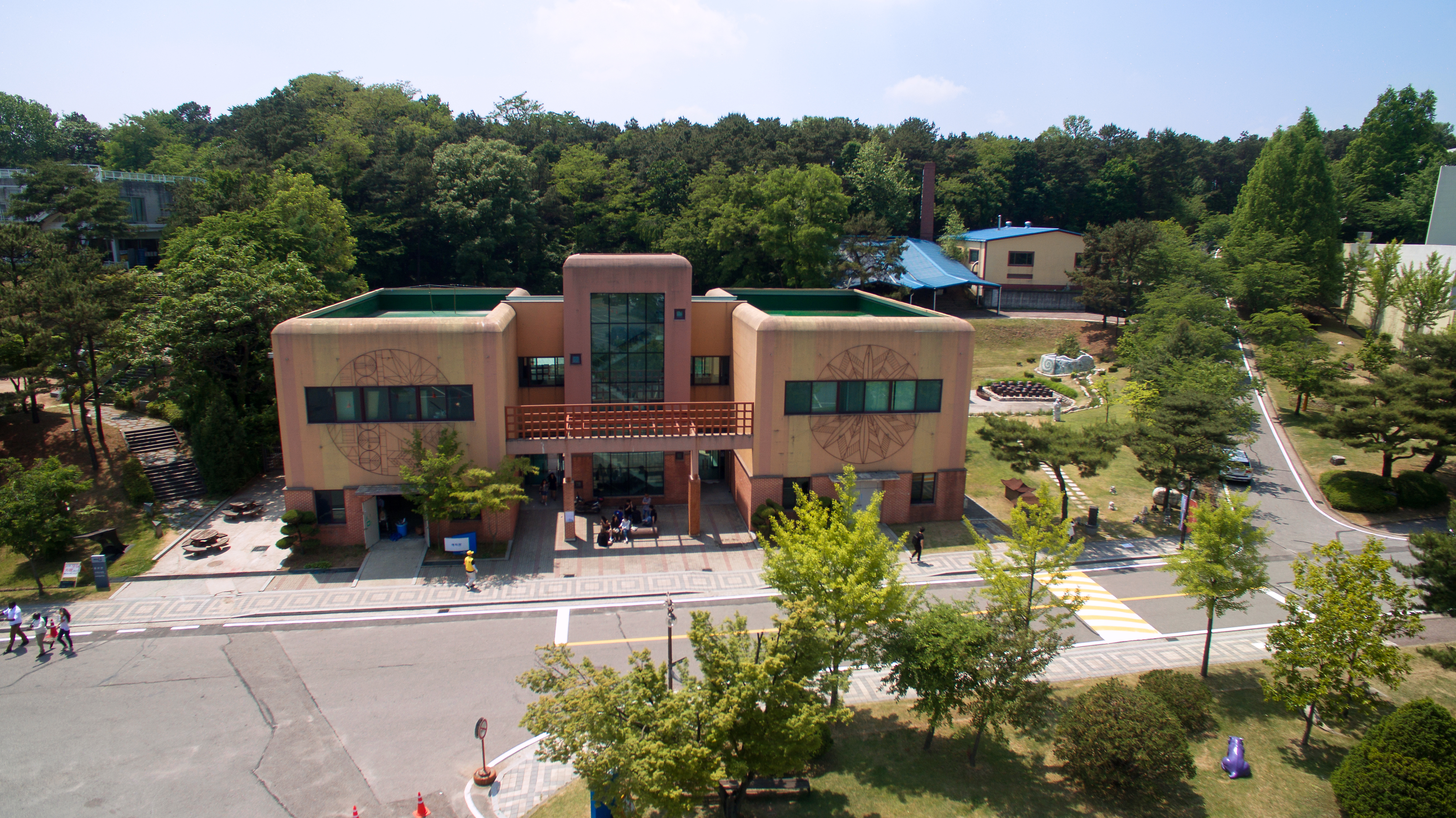
مبنى قسم النحت
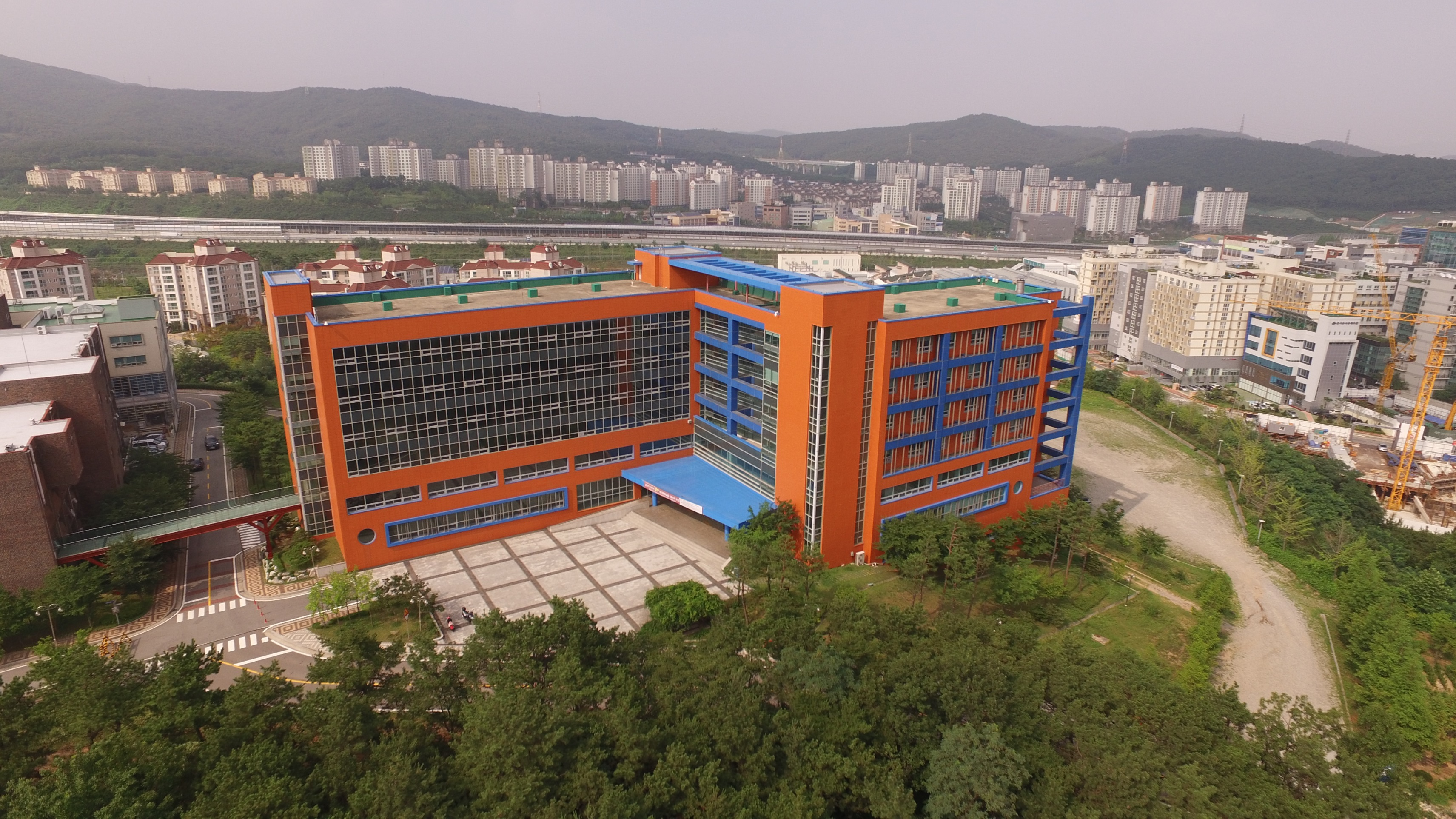
المبنى الهندسي 2
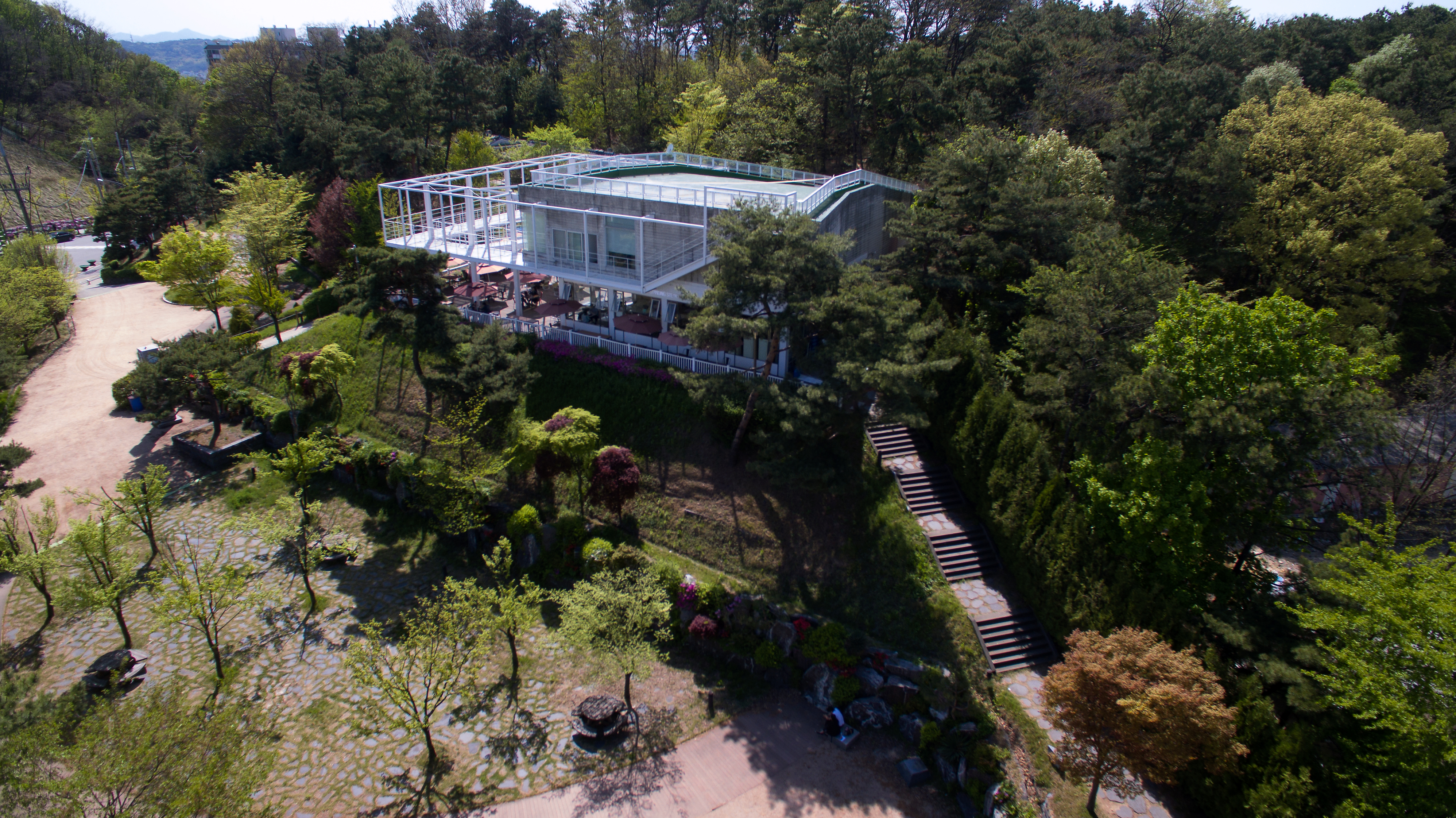
قاعة العلاقات العامة
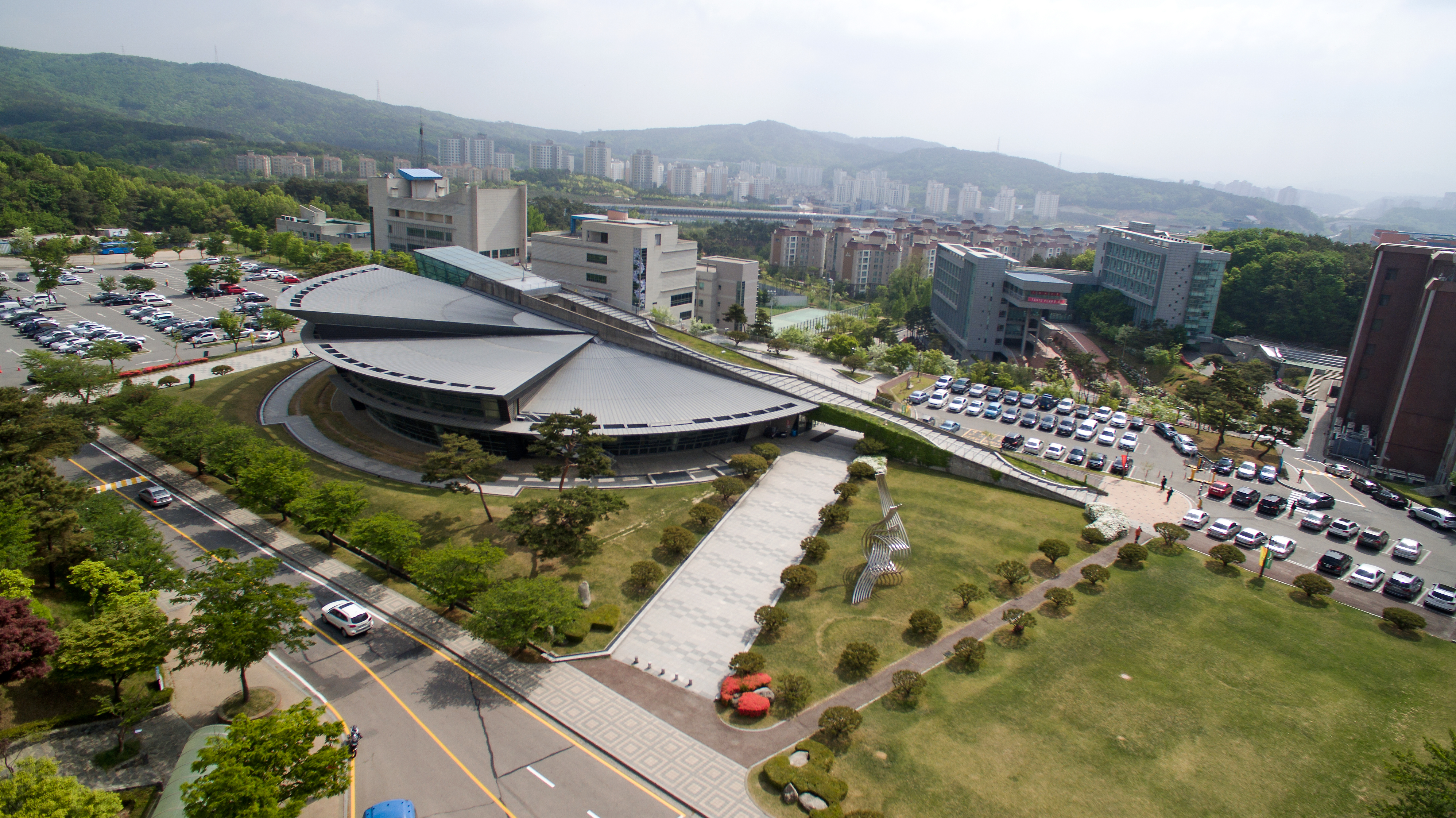
قاعة المؤتمرات
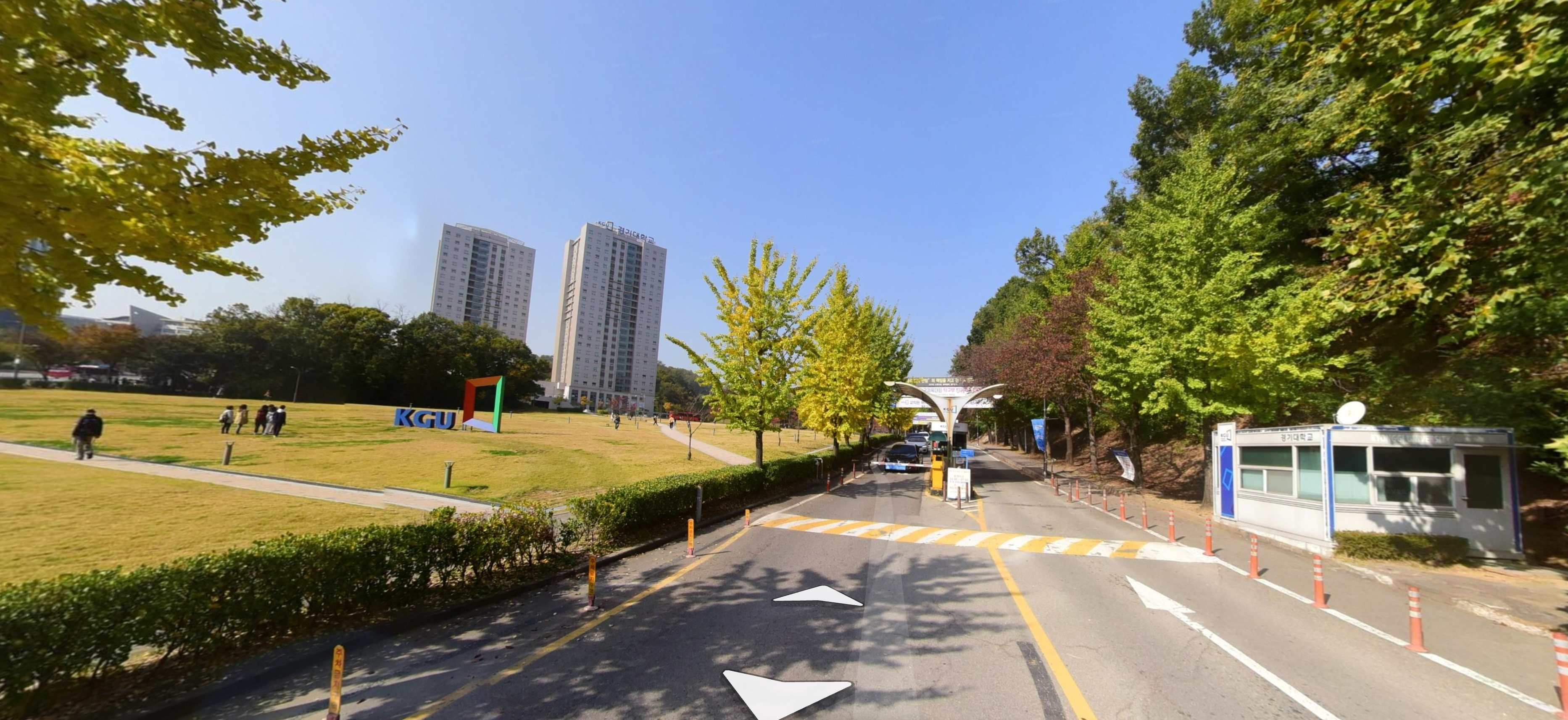
جامعة كيونجي حرم سوون الجامعي

1. 1 2  NIIED. "StudyinKorea". www.studyinkorea.go.kr. مؤرشف من الأصل في 2008-12-19. اطلع عليه بتاريخ 2021-12-16.
2. 1 2  "보관된 사본". مؤرشف من الأصل في 2014-10-04. اطلع عليه بتاريخ 2013-07-31.
3. ↑  "연혁 : 경기대학교 KYONGGI UP!". www.kyonggi.ac.kr. مؤرشف من الأصل في 2021-12-17. اطلع عليه بتاريخ 2021-12-17.
4. ↑  https://www.linkedin.com/school/%EA%B2%BD%EA%B8%B0%EB%8C%80%ED%95%99%EA%B5%90/ نسخة محفوظة 2023-03-11 على موقع واي باك مشين.
5. 1 2 3  "상징 : 경기대학교 KYONGGI UP!". www.kyonggi.ac.kr. مؤرشف من الأصل في 2021-12-17. اطلع عليه بتاريخ 2021-12-17.
6. ↑  "진성애교양대학 대학소개 : 경기대학교 KYONGGI UP!". www.kyonggi.ac.kr. مؤرشف من الأصل في 2021-05-10. اطلع عليه بتاريخ 2021-12-17.
7. ↑  "예술체육대학 대학소개 : 경기대학교 KYONGGI UP!". www.kyonggi.ac.kr. مؤرشف من الأصل في 2021-12-17. اطلع عليه بتاريخ 2021-12-17.
8. ↑  "인문대학 대학소개 : 경기대학교 KYONGGI UP!". www.kyonggi.ac.kr. مؤرشف من الأصل في 2021-12-17. اطلع عليه بتاريخ 2021-12-17.
9. ↑  "사회과학대학 대학소개 : 경기대학교 KYONGGI UP!". www.kyonggi.ac.kr. مؤرشف من الأصل في 2023-03-11. اطلع عليه بتاريخ 2021-12-17.
10. ↑  "창의공과대학 대학소개 : 경기대학교 KYONGGI UP!". www.kyonggi.ac.kr. مؤرشف من الأصل في 2023-03-11. اطلع عليه بتاريخ 2021-12-17.
11. ↑  "융합과학대학 대학소개 : 경기대학교 KYONGGI UP!". www.kyonggi.ac.kr. مؤرشف من الأصل في 2021-12-17. اطلع عليه بتاريخ 2021-12-17.
12. 1 2  "일반대학원 : 경기대학교 KYONGGI UP!". www.kyonggi.ac.kr. مؤرشف من الأصل في 2021-12-17. اطلع عليه بتاريخ 2021-12-17.
13. ↑  NIIED. "StudyinKorea". www.studyinkorea.go.kr. مؤرشف من الأصل في 2008-12-19. اطلع عليه بتاريخ 2021-12-17.
14. ↑  "경기대 모집단위 30여개 줄이는 '트랙제' 구조조정 시동 - 한국대학신문" (بko-KR). 19 Apr 2017. Archived from the original on 2019-06-02.{{استشهاد بخبر}}:  صيانة الاستشهاد: لغة غير مدعومة (link)
15. ↑  "인문사회대학 대학소개". مؤرشف من الأصل في 2014-10-04. اطلع عليه بتاريخ 2013-07-31.
16. ↑  (구)사회과학대학 대학소개 نسخة أرشيفية في أرشيف الإنترنت نسخة محفوظة 2021-05-10 على موقع واي باك مشين.
17. ↑  "경상대학 대학소개". مؤرشف من الأصل في 2014-10-04. اطلع عليه بتاريخ 2013-07-31.
18. ↑  "관광문화대학 대학소개". مؤرشف من الأصل في 2014-10-04. اطلع عليه بتاريخ 2013-07-31.
19. ↑  "이공대학 대학소개". مؤرشف من الأصل في 2014-10-04. اطلع عليه بتاريخ 2013-07-31.
20. ↑  (구)자연과학대학 대학소개 تم أرشفته أكتوبر 4, 2014 بواسطة آلة واي باك نسخة محفوظة 2021-12-17 على موقع واي باك مشين.
21. ↑  "예술체육대학 대학소개". مؤرشف من الأصل في 2014-10-04. اطلع عليه بتاريخ 2013-07-31.
22. ↑  (구)예술대학 대학소개 تم أرشفته أكتوبر 4, 2014 بواسطة آلة واي باك نسخة محفوظة 2020-11-27 على موقع واي باك مشين.
23. ↑  "융합교양대학 대학소개". مؤرشف من الأصل في 2014-10-04. اطلع عليه بتاريخ 2013-07-31.
24. ↑  "일반대학원(서울/수원)". مؤرشف من الأصل في 2014-10-04. اطلع عليه بتاريخ 2013-07-31.